# Santa Rita de Ibitipoca
Santa Rita de Ibitipoca là một đô thị thuộc bang Minas Gerais, Brasil. Đô thị này có diện tích 324,07 km², dân số năm 2007 là 3747 người, mật độ 11,4 người/km².